# Aleksandr Gazov
Aleksandr Gazov (n. 17 iunie 1946, Brîkovo⁠(d), Istrinski raion⁠(d), RSFS Rusă, URSS) este un trăgător de tir ce a reprezentat Uniunea Republicilor Sovietice Socialiste, medaliat olimpic. A participat la două ediții ale Jocurilor Olimpice (1976, 1980) în care a câștigat o medalie de aur și o medalie de bronz.